# Rineke Dijkstra
Rineke Dijkstra (Sittard, 2 de junio de 1959) es una fotógrafa neerlandesa.

## Biografía
Su etapa de formación se sitúa en la Rietveld Academie de Ámsterdam entre 1981 y 1986.
Su primera exposición individual tuvo lugar en la Galería De Moor en Ámsterdam en 1984.
Un año clave en la trayectoria artística de Dijkstra es 1991, cuando realiza un autorretrato en una piscina. El estado emocional que la artista reflejó en esa obra le sirvió de orientación a la hora de enfocar su carrera creativa. Entre 1992 y 1996 lleva a cabo una serie de retratos realizados en la playas de Estados Unidos, Polonia, Inglaterra, Ucrania y Croacia y por la cual consigue un reconocimiento por parte de la crítica internacional.
Tomando referencias de los maestros del retrato holandés y flamenco de los siglos XVII y XVIII, de los fotógrafos Diane Arbus y August Sander, y agregando su estilo personal, su obra supone una nueva representación del ser humano en sentido clásico, al realizar una distanciada y aparentemente objetiva interpretación de la imagen. Dijkstra es, ante todo una retratista, que documenta en retratos radicalmente clásicos, con composiciones austeras y puntos de vista casi idénticos, momentos de tránsito, como pueden ser la adolescencia o la maternidad.
Su trabajo ha sido expuesto en numerosos museos, en 2012 se realizó una muestra retrospectiva en el Museo de Arte Moderno de San Francisco, y el Guggenheim de Nueva York. También participó en 2004 en PHotoEspaña con una muestra de su obra. Igualmente su obra ha sido seleccionada para participar en varias exposiciones en el Museo de Arte Contemporáneo Helga de Alvear de Cáceres.